# John Di Martino
John Di Martino (auch John DiMartino, * 1959 in Philadelphia) ist ein US-amerikanischer Jazzmusiker (Piano, Arrangement, Komposition) des Modern Jazz.

## Leben und Wirken
Di Martino studierte bei Lennie Tristano und Don Sebesky; er arbeitete dann ab den späten 1980er-Jahren in der New Yorker Jazzszene; erste Aufnahmen entstanden 1990 mit Freddy Cole (Doin’ Things for Him). Er fungierte in den folgenden Jahren auch als Begleiter von Vokalisten wie Jon Hendricks, Keely Smith, Billy Eckstine und Janis Siegel; außerdem war er als Arrangeur und Pianist an Aufnahmen von Gladys Carbo, Vince Ector, Bob Kindred, Simone Kopmajer, Gloria Lynne, Nicki Parrott, Houston Person, Bobby Sanabria, Freddy Cole (This Love of Mine, 2005) und Grady Tate beteiligt. Unter eigenem Namen legte er mehrere Alben vor. Lange Jahr gehörte Di Martino Ray Barrettos Band New World Spirit an, für den er auch arrangierte wie auf Portraits in Jazz and Clave (mit James Moody, Kenny Burrell, Joe Lovano und Steve Turre) und dem Grammy-nominierten Album Contact. Ab 2017 bildete er mit Ed Howard das Begleitduo des Sängers Giacomo Gates. Im Bereich des Jazz war er laut Tom Lord zwischen 1990 und 2018 an 137 Aufnahmesessions beteiligt. Zu hören ist er u. a. auch auf Voices in Flight (2023) von Judy Niemack & Jay Clayton.

## Diskographische Hinweise
- The Sweetest Sound (Venus, 2003), mit Ugonna Okegwo, Grady Tate
- So in Love (Venus, 2004), mit Ira Coleman, Grady Tate
- Music of the Night (Venus, 2005), mit Boris Kozlov, Tim Horner
- Jazz Mozart (Venus, 2005), mit Boris Kozlov, Ernesto Simpson
- Magical Mystery: Tribute to Thelonious Monk and Haruki Murakami (Venus, 2007), mit Essiet Okon Essiet, Victor Jones
- Moliendo Cafe (Venus, 2008), mit Hans Glawischnig, Willie Martinez
- The Beatles in Jazz (Venus, 2009), mit Boris Kozlov, Tim Horner
- Chopin Jazz (Venus, 2009), mit George Mraz, Richard DeRosa
- Lisztmania – Liszt Jazz (Venus, 2011), mit Ed Howard, Alvin Atkinson
- John di Martino, Warren Vaché: Impromptu (Kilamanjaro Disques, 2012)
- A Tribute to King of Jazz by John Di Martino, Vol. 1 (Hitman Jazz, 2013), mit Alex Foster, Boris Kozlov, Paul Meyers, Tim Horner
- Passion Flower (2020), mit Eric Alexander, Boris Koslov, Lewis Nash, Raul Midon